# 克拉斯納河 (第聶伯河支流)

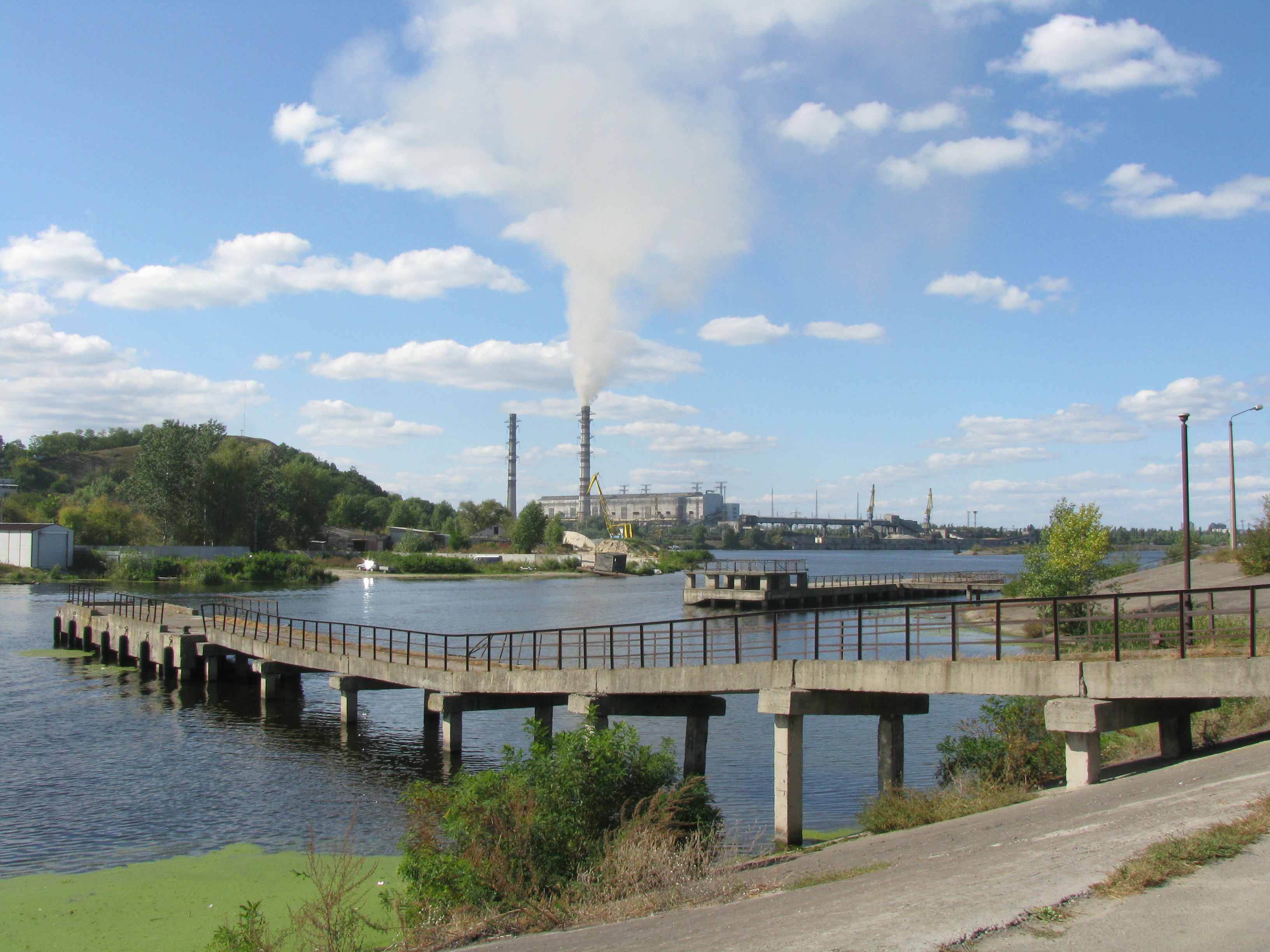
克拉斯納河

克拉斯納河（烏克蘭語：Красна），是烏克蘭的河流，位於該國中北部，屬於第聶伯河的右支流，發源自維利尚斯卡-新塞利察以西，流經基辅州，河道全長48公里，流域面積357平方公里。